# Silver Lake (Minnesota)
Pour les articles homonymes, voir Silver Lake.
Silver Lake est une ville américaine située dans le Comté de McLeod, dans le Minnesota. Selon le recensement de 2010, sa population est de 837 habitants.